# Aleksandr Szachow
Aleksandr Wasiljewicz Szachow (ros. Александр Васильевич Шахов, ur. 1909 w Kramatorsku, zm. we wrześniu 1985 w Moskwie) – funkcjonariusz radzieckich służb specjalnych, pułkownik bezpieczeństwa państwowego.

## Życiorys
Urodzony w ukraińskiej rodzinie ślusarza, pracował w fabryce metalurgicznej w Kramatorsku, 1925-1928 członek Komsomołu, od września 1928 w WKP(b). Od września 1931 do grudnia 1936 studiował w Instytucie Lotniczym w Charkowie, po czym został majstrem w fabryce w Smoleńsku, od 1937 starszy majster i sekretarz partyjnego komitetu fabrycznego. Od lipca 1938 kursant Centralnej Szkoły NKWD ZSRR, 1939 zastępca szefa Wydziału 2 Głównego Zarządu Ekonomicznego NKWD ZSRR, od 7 czerwca 1939 starszy porucznik bezpieczeństwa państwowego, od 3 sierpnia 1939 do 26 lutego 1941 szef Wydziału 5 Głównego Zarządu Ekonomicznego NKWD ZSRR, od czerwca do października 1941 zastępca szefa Wydziału Specjalnego NKWD 32 Armii, od października 1941 do 19 września 1942 zastępca szefa Wydziału Specjalnego 59 Armii, od listopada 1942 do kwietnia 1943 zastępca szefa Wydziału Specjalnego 34 Armii, 11 lutego 1943 awansowany na podpułkownika bezpieczeństwa państwowego. Od lipca do grudnia 1943 zastępca szefa Kontrwywiadu Smiersz 61 Armii, od grudnia 1943 do 18 maja 1946 szef Kontrwywiadu NKWD/MWD Białoruskiej SRR, 11 października 1945 awansowany na pułkownika bezpieczeństwa państwowego, od 18 maja 1946 do 15 sierpnia 1947 szef Wydziału Kontrwywiadu Specjalnego Korpusu MWD. Od 15 sierpnia 1947 do sierpnia 1949 zastępca szefa Kontrwywiadu MWD ZSRR, od sierpnia 1949 do 8 września 1950 szef Zarządu MWD Kraju Ałtajskiego, od stycznia 1951 do lutego 1953 szef kombinatu Zarządu Budownictwa nr 560 i Poprawczego Obozu Pracy MWD. Odznaczony trzema Orderami Czerwonej Gwiazdy, Odznaką "Zasłużony Funkcjonariusz NKWD" (27 kwietnia 1940) i 5 medalami.